# Березин, Валерий Евгеньевич
Валерий Евгеньевич Березин (7 июня 1952, Ростов-на-Дону — 1 декабря 1983, Ростов-на-Дону) — советский футболист, нападающий, мастер спорта СССР.

## Биография
Карьеру в командах мастеров начал в «Калитве» Белая Калитва, за которую в 1972—1974 годах играл во второй лиге. В 1975 году во второй лиге в составе ростовского «Ростсельмаша» в 38 играх забил 15 мячей, после чего перешёл в ростовский СКА. В 1976—1978 годах в первой лиге провёл за команду 96 игр, забил 22 гола. В 1979 году в высшей лиге появился на поле два раза — 15 апреля и 2 мая в домашних играх против «Арарата» (0:0) и московского «Локомотива» (0:0) соответственно выходил на замену во втором тайме. Вторую половину сезона провёл во второй лиге за ставропольское «Динамо» — 15 голов в 29 играх, 1980 год отыграл в «Ростсельмаше», вторая лига — 28 игр, 16 голов. Первую половину 1981 года провёл в составе ростовского СКА, сыграл четыре матча в Кубке СССР, вышел на замену на последней минуте в победном финале против московского «Спартака». Остаток сезона отыграл за ворошиловградскую «Зарю» — 30 игр, 7 голов. В 1982 году в волгодонском «Атоммаше» во второй лиге забил 4 гола в 15 играх, после чего завершил карьеру.
В конце 1983 года от Березина ушла жена, он впал в депрессию и 1 декабря покончил жизнь самоубийством — задохнулся в гараже выхлопными газами автомобиля.